# Kosta skjutfält
Kosta skjutfält är ett militärt skjutfält som ligger cirka 50 kilometer öster om Växjö och cirka 5 kilometer öster om Kosta i Kronobergs län.

## Historik
Vid 1960-talets början hade Kronobergs regemente (I 11) länge varit i behov av ett större skjutfält som bättre svarade mot de behov förbandet hade för att utbilda sina två infanteribrigader. Vid denna tid hade regementet, förutom övningsfältet på Bokhultet, endast skjutfältet Notteryd strax utanför Växjö. Den 17 oktober 1968 sammanträdde representanter från Kronobergs regemente med berörda markägare under ledning av ordföranden i Försvarets fastighetsnämnd. Genom sammanträdet blev anskaffningen av fältet i praktiken klar. Fältets sammanlagda areal blev 2.930 hektar, där 1.800 hektar mark kom från Domänverket, 700 hektar mark från kyrkan och återstoden utgjordes av privat mark. Fältets östra del låg i Kalmar län men hela fältet skulle vara beläget inom Kronobergs län. Därmed kom gränsen mellan de båda  länen att justeras, så att länsgränsen mot Kalmar län sedan dess löper längs skjutfältets östra gräns. År 1969 hade samtliga boende lämnat fältet och fältet kunde under sommaren detaljrekognosceras. År 1970 avverkades skog på stora delar av fältet för att modellera terrängen på de olika skjutområdena. Den 16 mars 1971 invigdes fältet genom en stridsskjutning med enheter ur regementet men även ett artillerikompani ur Wendes artilleriregemente. Fältet invigdes av militärbefälhavaren för Södra militärområdet viceamiral Oscar Krokstedt. Invigningen gav upphov till att den höjd som Krokstedt stod på vid invigningen kom att kallas för "Amiralens kulle". Åren 1972–1974 kompletterades fältet med en rälsmålbana för skjutning med pansarvärnsvapen, samt ett antal skjutbanor för skjutövningar på fältets södra del. År 1994 byggdes ytterligare en rälsmålbana, denna gång på Böneråsbanan. Genom fältet passerar den nedlagda järnvägen Kosta–Lessebo Järnväg. Våren 2019 utbildade Kalmar- och Kronobergsgruppen en pluton på dryga 20 värnpliktiga till Hemvärnet; plutonen blev den första på Kosta som var förlagda där hela tiden.

## Verksamhet
Skjutfältet är ett infanteriskjutfält som domineras av tre så kallade anfallsbanor för förstärkt skyttekompani. En i söder, "Lövsjömålbanan", en i öster, "Böneråsbanan" och en i norr, "Ideskruvsbanan". Samtliga skjutplatser utgår från utkanten av fältet med skjutriktningen in mot mitten av fältet. Detta gör att man kan ha flera skjutningar samtidigt och därmed blir kapaciteten relativt god. Runt fältet går Ringvägen som samtidigt utgör en brandgata mot marken utanför fältet. Det totala vägnätet inom fältet omfattar cirka 130 km. I anslutning till fältets västra del ligger Kosta flygbas, vilken är en före detta militär flygbas.
Kronobergs regemente övade de flesta av sina utbildningsförband på Kosta skjutfält fram till 1992, då grundutbildningen upphörde vid regementet. Skjutfältet består till stor del av stenig barrskogsterräng, medan regementets två infanteribrigader hade sin huvudsakliga krigsuppgift i en helt annan typ av terräng, nämligen den skånska slätten mellan Trelleborg och Ystad. Dock så utformades terrängen för stridsskjutningarna så långt som det var möjligt att efterlikna den där regementets brigader hade sin krigsuppgifter. Kronobergs regemente lades ner helt 1997 och idag ansvarar Marinbasen i Karlskrona för Kosta skjutfält. Kosta skjutfält används av flera olika förband i södra Sverige, bland annat Göta ingenjörregemente i Eksjö, Blekinge flygflottilj i Kallinge och Sjöförbanden i Karlskrona. Fältet används också flitigt av hemvärnsförbanden i södra Sverige.

### Kosta läger
I februari 1974 påbörjades ett lägerområde i södra delen av skjutfältet. I juni 1976 stod det färdigt och invigdes den 29 oktober 1976 av regementschefen Bertil Malgerud. Lägret vid skjutfältet är anpassat för att ge service till ett kompani på 150 man med förläggning inomhus, samt en övningsbataljon på 1.000 man med förläggning utomhus på färdigställda tältplatser. Bebyggelsen i lägret utgjordes initialt av två sanitetshus, expeditionslokaler, kompaniförråd, matsal med kök, marketenteri, drivmedelsanläggning, mobiliseringsförråd samt parkeringsplatser för civila och militära fordon.